# Селена Роуз
Селена Роуз (на английски: Selena Rose) е американска порнографска актриса от кубинско–испански произход, родена на 1 януари 1991 г. в Лас Вегас, щата Невада, САЩ.
Дебютира като актриса в порнографската индустрия през 2010 г., когато е на 19-годишна възраст. Същата година подписва договор с компанията „Диджитъл плейграунд“. Първият ѝ филм за тази компания е „POV на Джак 17“.

## Награди и номинации
Носителка на награди
- 2013: XBIZ награда за най-добра сцена само с момичета – „Майки и дъщери“ (с Кейдън Крос, Райли Стийл, Вики Чейс и Джеси Джейн).[5]
- 2014: XBIZ награда за най-добра сцена в игрален филм – „Кодекс на честта“ (с Джеси Джейн, Стоя, Кейдън Крос, Райли Стийл и Мануел Ферара)[6]

Номинации
- 2012: Номинация за AVN награда за най-добра нова звезда.[7][8]
- 2012: Номинация за XBIZ награда за най-добра нова звезда.[9]
- 2012: Номинация за NightMoves награда за най-добра латино изпълнителка.[10]
- 2012: Номинация за AVN награда за най-добра групова секс сцена – „Топ оръжия“ (с Райли Стийл, Джеси Джейн, Кейдън Крос, Стоя и Томи Гън).[7]